# 巯基苯并咪唑
巯基苯并咪唑是一种有机硫化合物，化学式为C
6H
4(NH)
2C=S。它是一种白色固体，已被研究作为腐蚀抑制剂。该名称是错误的，因为该化合物是硫脲，其特征是C=S键长为169 pm。类似的情况也出现于2-巯基咪唑（一种硫脲，正确名称为咪唑-2-硫酮）和巯基苯并噻唑（它也是一种硫代酰胺）。
它是由邻苯二胺制备的。